# 왕함 (유공)
왕함(王咸, ? ~ ?)은 전한 말기의 관료로, 자는 유공(幼公)이다.

## 행적
수화 원년(기원전 8년), 광록대부에서 집금오로 승진하였다.
같은 해, 위위 순우장이 주살되면서 이에 연루된 우장군 염포가 면직되었다. 왕함은 염포의 뒤를 이어 우장군이 되었다. 이듬해에 좌장군으로 옮겨졌으나, 10개월 후 면직되었다.

## 출전
- 반고, 《한서》 권19하 백관공경표 下·권81 광장공마전

| 전임 임굉 | 전한의 집금오 기원전 8년 | 후임 사요 |

| 전임 염포 | 전한의 우장군 기원전 8년 ~ 기원전 7년 | 후임 부희 |

| 전임 공광 | 전한의 좌장군 기원전 7년 | 후임 사단 |